# Julio López (coreógrafo)
Julio López (Gijón, 9 de diciembre de 1938) es un coreógrafo y exbailarín hispanoargentino, miembro del Consejo Argentino de la Danza.

## Carrera
Empezó sus estudios de danza con 19 años en la Escuela de Danza del Conservatorio de la Universidad de Chile, donde también estudió técnicas coreográficas y pedagogía de la danza. También realizó cursos en la San Francisco Ballet School; la Joffrey School de Nueva York; en la School of American Ballet de Nueva York; y en el Folkwang Schule de EssenWerden. Posteriormente estudió el sistema Benesh para la Notación de Danza y Drama en la Escuela Municipal de Arte Dramático de Buenos Aires. 
En 1962 ingresó en el Ballet Nacional de Chile, dirigido por Ernst Uthoff; en esa compañía realiza roles de solista. Decidió probar suerte en Europa en 1967, e ingresó primero en la compañía de Ballet de Stuttgart y luego en la de Munich, ambas dirigidas por John Cranko. En 1970 regresó a Argentina e ingresó a la compañía de Danza del Teatro General San Martín, que estaba dirigida por Oscar Araiz. En 1975 el Teatro Colón abrió audiciones para el ingreso de personal estable del ballet, fue seleccionado y comenzó a trabajar ese mismo año hasta su jubilación en 1992.
López comenzó a coreografíar siendo aún bailarín activo. Sus primeras obras datan de 1986 cuando pertenecía al ballet del Teatro Colón y hasta 2019 seguía activo como coreógrafo. También incursionó como director en obras de teatro y coreografías de producciones de óperas.

## Obra

### Ballets
- Dos Mundos. Música: Antonio Vivaldi y Astor Piazzolla[2]
- Contrabajo para hombre solo. Música: Astor Piazzolla
- Bernarda Alba. Música: Franck Martin
- Piazzola en Concierto (Kicho). Música: Astor Piazzolla[3][4]
- El Reñidero. Música: Astor Piazzolla
- Sueño de una noche de verano. Música: Félix Mendelsohn
- Kuarahy. Música: Lito Vitale[5]
- Nora (16´32" en la vida de Nora Helmer).[6]

### Óperas
- Sanson y Dalila
- Aída
- Mahagonny[7]
- Bomarzo

### Teatro
- Borges, un viaje en globo. Como director.
- Ángeles rotos. Como director.